# Tatjana Larina
Tatjana Genrichovna Larina (Russisch: Татьяна Генриховна Ларина) (Konakovo, 18 juli 1963) is een Russische basketbalspeelster, die speelt voor het nationale team van Rusland. Ze werd Meester in de sport van Rusland, Internationale Klasse.

## Carrière
Larina begon haar carrière bij Planeta Tver. Haar tweede club was Oeralmasj Sverdlovsk. In 1993 stapte ze over naar CSKA Moskou. Met die club werd ze vier keer Landskampioen van Rusland in 1994, 1995, 1996 en 1997. In 1997 stond Larina met haar club in de finale om de Ronchetti Cup. Ze stonden tegenover Cariparma Parma uit Italië. Ze wonnen met 131-125 over twee wedstrijden. Nadat ze het seizoen 2001/02 wegens een blessure had gemist, ging ze in 2002 spelen voor Spartak Noginsk. In 2004 stopte ze met basketballen.
Met het nationale team van Rusland haalde Larina brons op het Europees Kampioenschap in 1995.

## Trainer
In 2016 werd Larina hoofdcoach van Spartak Noginsk.

## Erelijst
- Landskampioen Rusland: 4
  - Winnaar: 1994, 1995, 1996, 1997
  - Tweede: 1998
- Ronchetti Cup: 1
  - Winnaar: 1997
- Europees Kampioenschap:
  - Brons: 1995